# 村田和也
村田 和也（むらた かずや、1964年 - ）は、日本の男性アニメーション演出家、アニメーション監督。大阪府出身。

## 来歴
松下電工（現・パナソニック）に住宅関連設備のインダストリアルデザイナーとして入社。会社に入って3年目の1989年の夏、アニメ好きに区切りをつけるための記念受験のつもりで受けたスタジオジブリの入社試験に合格。演出研修制度の第1期生として入社する。ジブリとしては試験直後の10月から作画研修の1期生と同時に来て欲しかったようだったが、前の会社の引継ぎもあり、演出の研修を1990年1月からに変更してもらった。同じ時期に試験を受けた1期生に小西賢一、2期生に安藤雅司、吉田健一、笹木信作らがいる。
『おもひでぽろぽろ』の制作が始まったために研修は打ち切られ、4人いた演出部門の研修生の内、村田を含む2人が演出助手として、残りの2人が制作進行として現場に入った。
1993年の『海がきこえる』で演出助手を務めた後、本格的に演出をやりたいと思うようになるが、ジブリでは新人が演出できる作品がなかった。ちょうどその時、『おもひでぽろぽろ』の監督助手だった先輩の須藤典彦から、チーフディレクターとして参加するテレビアニメ『剣勇伝説YAIBA』を手伝って欲しいと頼まれて出向する。そこで作品の制作スタジオだったパステルのプロデューサーの神田修吉に誘われ、チャンスを求めてジブリから移籍する。
1995年に設立されたアニメスタジオOLMに参加、同社の主力スタッフとして活動するようになる。同年にOVA『負けるな!魔剣道』で監督デビューを果たし、1997年には高橋ナオヒト監督のチームに入ってテレビアニメ『剣風伝奇ベルセルク』で監督補を務めた。その後、ドリームキャストのゲーム『シェンムーII』（2000年）でムービー演出を担当する。煮詰まっていた開発現場に呼ばれ、ほぼ初めてとなる3DCG演出を行った。
オー・エル・エム退社後はフリーとなり、『プラネテス』（演出）、『交響詩篇エウレカセブン』（演出）、『コードギアス 反逆のルルーシュ』（副監督）など、サンライズやボンズの作品を中心に活動する。
2011年の映画『鋼の錬金術師 嘆きの丘の聖なる星』で初の劇場アニメ監督、2013年の『翠星のガルガンティア』で初のTVアニメ監督を務める。『翠星のガルガンティア』では原案も担当している。

## 人物
小学6年の時に『母をたずねて三千里』、中学2年の時に『未来少年コナン』をリアルタイムで見て以来の宮崎駿と高畑勲のファンであり、アニメ業界入りもスタジオジブリ以外ありえなかったと語っている。最初にアニメ制作に興味を持ったのも『未来少年コナン』で、そこで初めて演出という仕事や宮崎駿の名前を知った。宮崎の影響で空間を作ることが好きになり、大学は建築系に進んだ。
ジブリ在籍中、アニメ業界に独自の規格による24コマのストップウオッチ「1/24秒計」を広めたことで知られる。アニメ業界に入った時、アニメ表現において基準となる24分の1秒という尺を計るストップウオッチがないことは、前職の建築分野で専用の計測機器があるのが普通だった村田にとっては一つの驚きだった。そこで、『海が聞こえる』制作の頃にストップウォッチの業者から色々な業界で使う特殊なストップウォッチを特注で作っているという話を聞いた村田は、作画監督だった近藤勝也に相談してアニメ用のストップウォッチを作ってもらうことにした。その後、機械式ストップウォッチの部品の供給がなくなってしまい、新規にはもう作れなくなってしまったが、2010年に日本アニメーター・演出協会の手によって、iPhoneアプリとして復刻された。しかし、そのアプリもメーカーの事情でその後OSに合わせた更新は行われなくなった。

## 作品リスト

### テレビアニメ
1993年
- 海がきこえる（演出助手）
- 剣勇伝説YAIBA（絵コンテ・演出）

1995年
- 愛天使伝説ウェディングピーチ（絵コンテ）

1997年
- 剣風伝奇ベルセルク（監督補佐・絵コンテ）

1998年
- ああっ女神さまっ 小っちゃいって事は便利だねっ（絵コンテ・演出）

1999年
- To Heart（絵コンテ・演出）
- 鋼鉄天使くるみ（絵コンテ・演出）

2001年
- フィギュア17 つばさ&ヒカル（絵コンテ・演出）

2002年
- ポケットモンスター サイドストーリー（絵コンテ）

2003年
- プラネテス（絵コンテ・演出）

2004年
- 絢爛舞踏祭 ザ・マーズ・デイブレイク（絵コンテ・演出）

2005年
- 交響詩篇エウレカセブン（絵コンテ・演出）

2006年
- コードギアス 反逆のルルーシュ（副監督・コンテ・演出）

2007年
- 電脳コイル（絵コンテ）

2008年
- コードギアス 反逆のルルーシュR2（副監督・コンテ・演出・演出協力・原画）

2009年
- 東京マグニチュード8.0（構成・脚本協力）

2013年
- 翠星のガルガンティア（原案・監督・絵コンテ・演出）

2016年
- ブブキ・ブランキ（絵コンテ）

2017年
- 正解するカド（総監督）

2019年
- ヴィンランド・サガ（絵コンテ）
- 進撃の巨人 Season 3 Part.2（絵コンテ）

2023年
- 魔法使いの嫁 SEASON2（絵コンテ）

2024年
- ささやくように恋を唄う（絵コンテ）

2025年
- 鬼人幻燈抄（絵コンテ）

### 劇場アニメ
1991年
- おもひでぽろぽろ（演出助手）

1992年
- 紅の豚（製作委員会）

1996年
- バッドばつ丸のオレのポチは世界一（絵コンテ・演出）

1998年
- 劇場版ポケットモンスター ミュウツーの逆襲（演出補佐）

2000年
- 劇場版ポケットモンスター 結晶塔の帝王 ENTEI（演出協力）

2003年
- 劇場版ポケットモンスター アドバンスジェネレーション 七夜の願い星 ジラーチ（演出・デザインワークス）

2011年
- 鋼の錬金術師 嘆きの丘の聖なる星（監督）

2022年
- バブル（スペシャルサンクス）

### OVA
1994年
- 鬼切丸（絵コンテ・演出）

1995年
- 負けるな!魔剣道（監督）
- ガンスミスキャッツ（演出）

1997年
- ゲーム天国（監督・絵コンテ・演出）

2010年
- 機動戦士ガンダムUC episode2（絵コンテ・演出）

2011年
- 機動戦士ガンダムUC episode3（絵コンテ）

2014年
- 翠星のガルガンティア ～めぐる航路、遥か～（原案・監督・絵コンテ・演出）

### Webアニメ
2008年
- 亡念のザムド（絵コンテ）

2018年
- A.I.C.O. Incarnation（原案・監督・絵コンテ）
- 約束の七夜祭り（原案・監督・演出・絵コンテ）

2022年
- 地球外少年少女（絵コンテ）

### その他
1995年
- ドラえもん 友情伝説ザ・ドラえもんズ（イメージボード）

1996年
- キッドクラウンのクレイジーチェイス2 〜ラヴ・ラヴ・ハニー争奪戦〜（アニメーション監督）

1997年
- TWO-MIX PV　WHITE REFLECTION（監督・絵コンテ）

2000年
- シェンムーII（ゲーム内ムービー演出）

2009年
- 鋼の錬金術師 FULLMETAL ALCHEMIST -暁の王子-（ゲーム内ムービー絵コンテ）
- 鋼の錬金術師 FULLMETAL ALCHEMIST -黄昏の少女-（ゲーム内ムービー絵コンテ）